# شاهزاده مونونوکه
شاهزاده مونونوکه (ژاپنی: もののけ姫 هپبورن: Mononoke-hime) انیمه‌ای ژاپنی در سبک حماسی خیال‌پردازی به نویسندگی و کارگردانی هایائو میازاکی و تولید سال ۱۹۹۷ ژاپن است. از صداپیشگان این فیلم می‌توان به یوجی ماتسودا، یوریکو ایشیدا، یوکو تاناکا، کائورو کوبایاشی و ماساهیکو نیشیمورا اشاره کرد. شاهزاده مونونوکه در اواخر دوره موروماچی ژاپن همراه با عناصر خیال‌پردازی روایت می‌شود. داستان فیلم، دربارهٔ دلاوری جوان به نام آشیتاکا است که درگیر نبردی میان ایزدان جنگل و انسان‌هایی می‌شود که خواهان استفاده از قدرت‌ها و منابع آن‌ها هستند.
این فیلم از محصولات استودیو جیبلی و از آثار فیلمساز بزرگ انیمه هایائو میازاکی می‌باشد و جوایز بسیاری را در فستیوال‌های متعددی ربود. شاهزاده مونونوکه در ۱۲ ژوئیه ۱۹۹۷ در ژاپن و ۲۹ اکتبر ۱۹۹۹ منتشر شد. این فیلم بسیار مورد تقدیر منتقدین قرار گرفت و یک موفقیت تجاری بود و توانست عنوان پرفروش‌ترین فیلم سال ۱۹۹۷ در کشور ژاپن را به خود اختصاص دهد. همچنین هایائو میازاکی نامزد دریافت جایزهٔ آنی برای این اثر خود شد.

## داستان
در اواخر دورهٔ موروماچی ژاپن، یک روستای امیشی مورد حملهٔ گرازی اهریمنی قرار گرفت. آخرین شاهزاده امیشی، آشیتاکا در حین مبارزه با این هیولای شیطانی برای نجات روستایش، در اثر تماس با او مبتلا به نفرین مرگباری می‌شود. نفرینی که به او توانایی مبارزه به شکلی فراطبیعی می‌داد، اما در نهایت او را به کام مرگ می‌کشید. آشیتاکا به منظور یافتن پادزهر مجبور شد روستایش را برای همیشه ترک کند و به سمت سرزمین‌های غرب سفر کند. در این سفر دور و دراز، یکی از اهالی روستاهای مجاور به او گفت که باید برای درمان نفرین خود به روح جنگل مراجعه کند. موجودی که در روز مانند گوزن و در شب مانند یک شبگرد غول پیکر است. در راه او با دسته‌ای از مردان که سوار بر گاو هستند روبرو می‌شود که به سوی محل زندگی خود، شهر آهنین می‌روند. شهری که توسط زنی به نام بانو ابوشی (Eboshi) رهبری می‌شود. آشیکاتا در پی حمله گرگ‌ها به این گروه برای نجات اهالی شهر مداخله می‌کند. به همین سبب وارد شهر آنها می‌شود و ماجراهای نفس گیر و هیجان انگیز شروع می‌شود.